# 安藤昭三
安藤 昭三（あんどう しょうぞう、1928年 <昭和3年> 1月6日 - 2024年 <令和6年> 10月8日）は、日本の銀行家。

## 経歴
東京都出身。1951年に東京大学法学部法律学科を卒業し、同年に日本銀行に入行。1981年6月に大分銀行専務に就任し、1984年6月には頭取に昇格。1998年6月に会長に就任。九州旅客鉄道取締役も務めた。
1992年11月に藍綬褒章を受章し、2001年4月に勲三等瑞宝章を受章。
2024年10月8日、老衰で死去。96歳没。死没日付をもって従五位に叙された。